# Володько, Олег Адольфович
Олег Адольфович Володько (бел. Алег Адольфавіч Валодзька; 17 июля 1946, дер. Старчуны, Поставский район — 28 марта 2019) — советский и белорусский специалист в области сельского хозяйства и животноводства, руководитель-рационализатор, общественный деятель. Герой Социалистического Труда (1988). Заслуженный работник сельского хозяйства БССР.

## Биография
Родился в 1946 году в Поставском районе. В честь отца назван Адольфом, но родственники поменяли имя на Олег.
С 1960 г. работал трактористом. Позже окончил Городокский техникум.
В 22 года стал председателем колхоза имени Суворова Поставского района (сейчас ОАО «Новосёлки-Лучай»). Став самым молодым руководителем, он смог из отсталого колхоза сделать перспективное, процветающее хозяйство, которое более 40 лет бессменно возглавляет. Избирался депутатом Верховного Совета БССР.
Народный депутат СССР (26 марта 1989 — 26 декабря 1991).

## Награды
- Орден Трудового Красного Знамени(1971);
- Орден Ленина (1973 и 1988);
- Орден Октябрьской Революции(1981);
- Орден Дружбы народов.
- В 1981 присвоено звание «Заслуженный работник сельского хозяйства БССР».

Звание Героя присвоено в 1988 (вместе с Орденом Ленина и медалью «Серп и молот»).